# فرودگاه منطقه‌ای جرالدتن
فرودگاه منطقه‌ای جرالدتن (به انگلیسی: Geraldton (Greenstone Regional) Airport) یک فرودگاه همگانی باربری با کد یاتا YGQ است که یک باند فرود آسفالت دارد و طول باند آن ۱٬۵۲۶ متر است. این فرودگاه در شهر ناکینا کشور کانادا قرار دارد و در ارتفاع ۳۴۸ متری از سطح دریا واقع شده‌است.